# Anton Ludwig Stürler

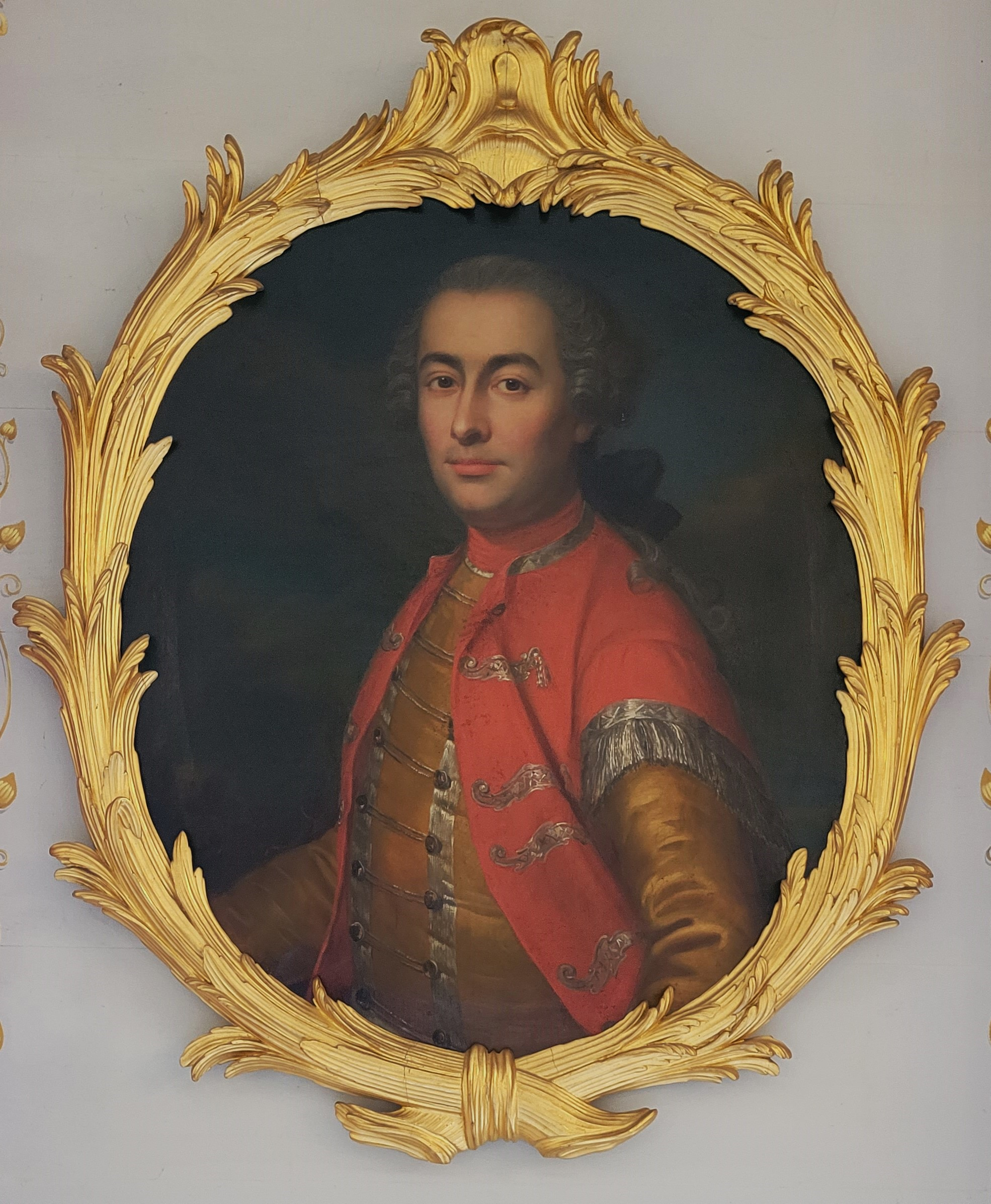
Jakob Emanuel Handmann, Bildnis Anton Ludwig Stürler (um 1755)

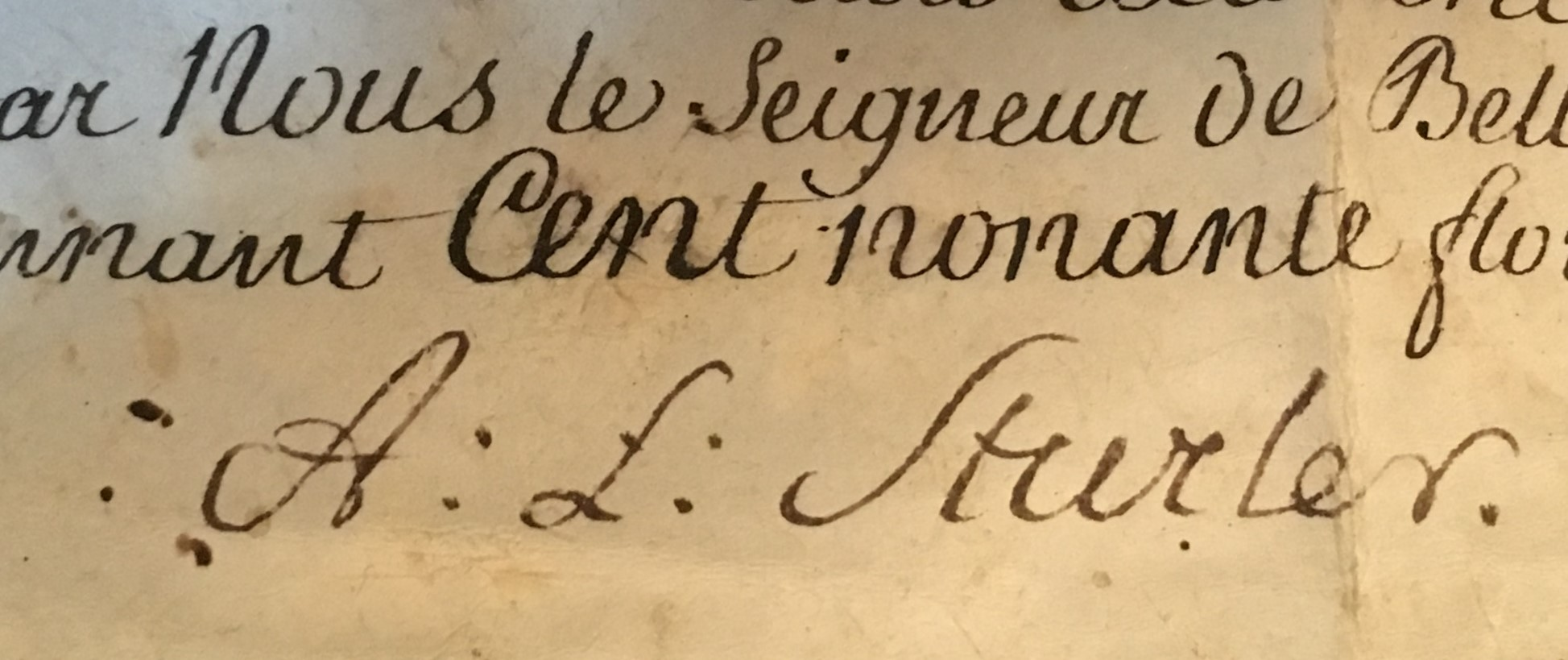
Unterschrift Anton Ludwig Stürler (1776)

Anton Ludwig Stürler (get. 14. Oktober 1725 in Bern; † 1797 in Jegenstorf), genannt Marquis war ein Berner Offizier und Magistrat.

## Leben
Anton Ludwig Stürler diente im Regiment von Diesbach, welches in der Schlacht bei Fontenoy unter dem Befehl des Grafen Moritz von Sachsen stand. 1748 wurde er Leutnant in der neuen Schweizergarde in Holland, die er 1754 wieder verliess. Stürler gehörte 1748 zu den Mitbegründern der Grossen Sozietät in Den Haag. Er heiratete seine Verwandte Johanna Gerharda Stürler, Tochter des Generalleutnants Johann Rudolf Stürler und der Johanna Jacobea Heldevier, womit er in Besitz eines beachtlichen Vermögens gelangte. Er bewohnte Schloss Vaeshartelt in Maastricht. Am 20. August 1758 erwarb er von Albrecht Friedrich von Erlach das Schloss Jegenstorf. Der Architekt und Genealoge Bernhard von Rodt berichtet, Stürler habe mit Erlachs Tochter Anna Margaretha von Erlach (1720–1761), verheiratet mit Abraham von Erlach von Spiez, ein Verhältnis gehabt. 1765 verkaufte Stürler Schloss Jegenstorf seinem Bruder Johann Rudolf Stürler. 1770 wurde er Landvogt zu Avenches und 1785 zu Biberstein. Ab 1770 war Stürler Herr zu Scheunen.